# Dave Hollanders
Dave Hollanders (1 november 1980) is een Nederlandse voormalige profvoetballer die als aanvaller speelde. 
In de jeugd kwam hij uit voor VV Daalhof, VV Scharn, SCG en MVV. Hij speelde in totaal 50 officiële competitiewedstrijden in het betaald voetbal voor MVV. In het seizoen 1999/2000 debuteerde hij en scoorde dat jaar een doelpunt tegen Willem II. In de twee seizoen hierna scoorde hij 3 doelpunt in de Eerste Divisie tegen FC Volendam en FC Eindhoven. Aansluitend speelde hij zes seizoenen in België bij Excelsior Veldwezelt waarmee hij tweemaal naar de Derde klasse promoveerde. In 2008 stopte hij met betaald voetbal. Hollanders speelde daarna nog 3 seizoenen bij BSV Limburgia.